# Першотравенська сільська рада (Верхньодніпровський район)
| Першотравенська сільська рада — орган місцевого самоврядування у Верхньодніпровському районі Дніпропетровської області з адміністративним центром у селі Перше Травня. Сільській раді підпорядковані населені пункти: - с. Перше Травня - с. Новогригорівка - с. Підлужжя - с. Самоткань - с. Тарасівка |

## Розташування
На півночі територія ради межує із Пушкарівською сільською радою та
територією Верхньодніпровської міськради, на заході — з Водянською та Боровківською сільським радами, на сході — з Дніпровською та Новомиколаївською селищними радами, на півдні — з територією Верхівцевської міськради.

## Склад ради
Кількісний склад ради становить 16 депутатів.

### 5 скликання
За результатами виборів 26 березня 2006 року сформували:
- 6 депутати від Народної партії;
- 4 депутати від Політичної партії «Всеукраїнське об'єднання „Громада“»;
- 3 депутати від Партії регіонів;
- 2 депутати від Соціалістичної партії України;
- 1 депутат від Комуністичної партії;

З них жінок — 5, чоловіків — 11.

### 6 скликання
За результатами виборів 31 жовтня 2010 року раду сформували:
- 12 депутатів від Партії регіонів;
- 1 депутат від Політичної партії «Всеукраїнське об'єднання „Громада“»;
- 3 депутати обрано зі самовисуванців.

На момент обрання вищу освіту мають 4 депутати, 1 — незакінчену вищу, 11 — середню.
З них жінок — 6, чоловіків — 10.

## Керівний склад сільської ради
| ПІБ                    | Основні відомості                                                         | Дата обрання | Дата звільнення |
| ---------------------- | ------------------------------------------------------------------------- | ------------ | --------------- |
| Найда Михайло Іванович | Сільський голова, 1951 року народження, освіта, член народної партії      | 26.03.2006   | 31.10.2010      |
| Муляр Любов Федорівна  | Сільський голова, 1968 року народження, освіта вища, член Партії регіонів | 31.10.2010   |                 |

Примітка: таблиця складена за даними джерела

## Виноски
1. ↑  Архівована копія. Архів оригіналу за 14 червня 2015. Процитовано 14 лютого 2011.{{cite web}}:  Обслуговування CS1: Сторінки з текстом «archived copy» як значення параметру title (посилання)
2. ↑  Архівована копія. Архів оригіналу за 10 червня 2015. Процитовано 14 лютого 2011.{{cite web}}:  Обслуговування CS1: Сторінки з текстом «archived copy» як значення параметру title (посилання)
3. ↑  rada.gov.ua